# Renskiljning

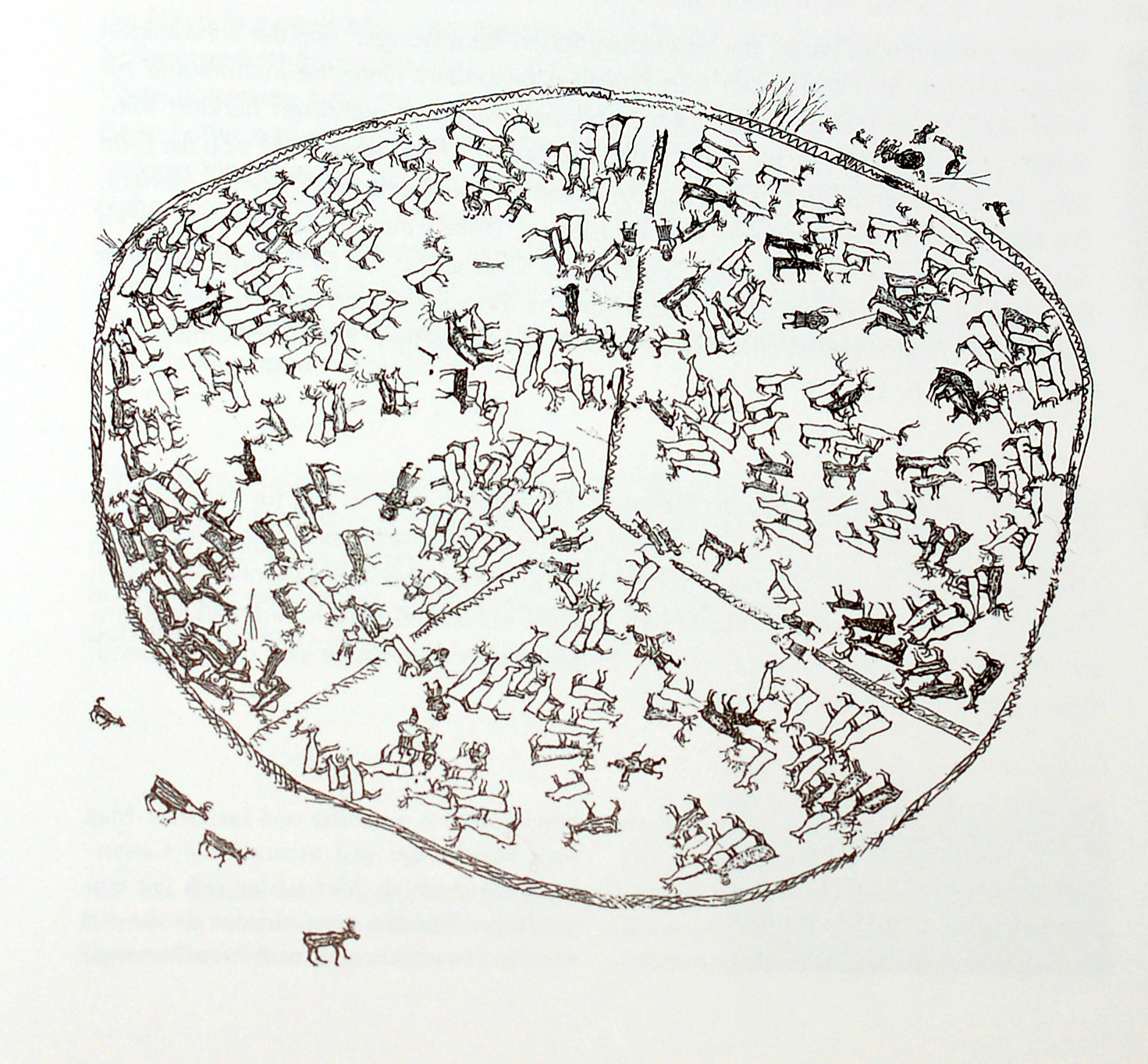
Renskiljning av Johan Turi 1910

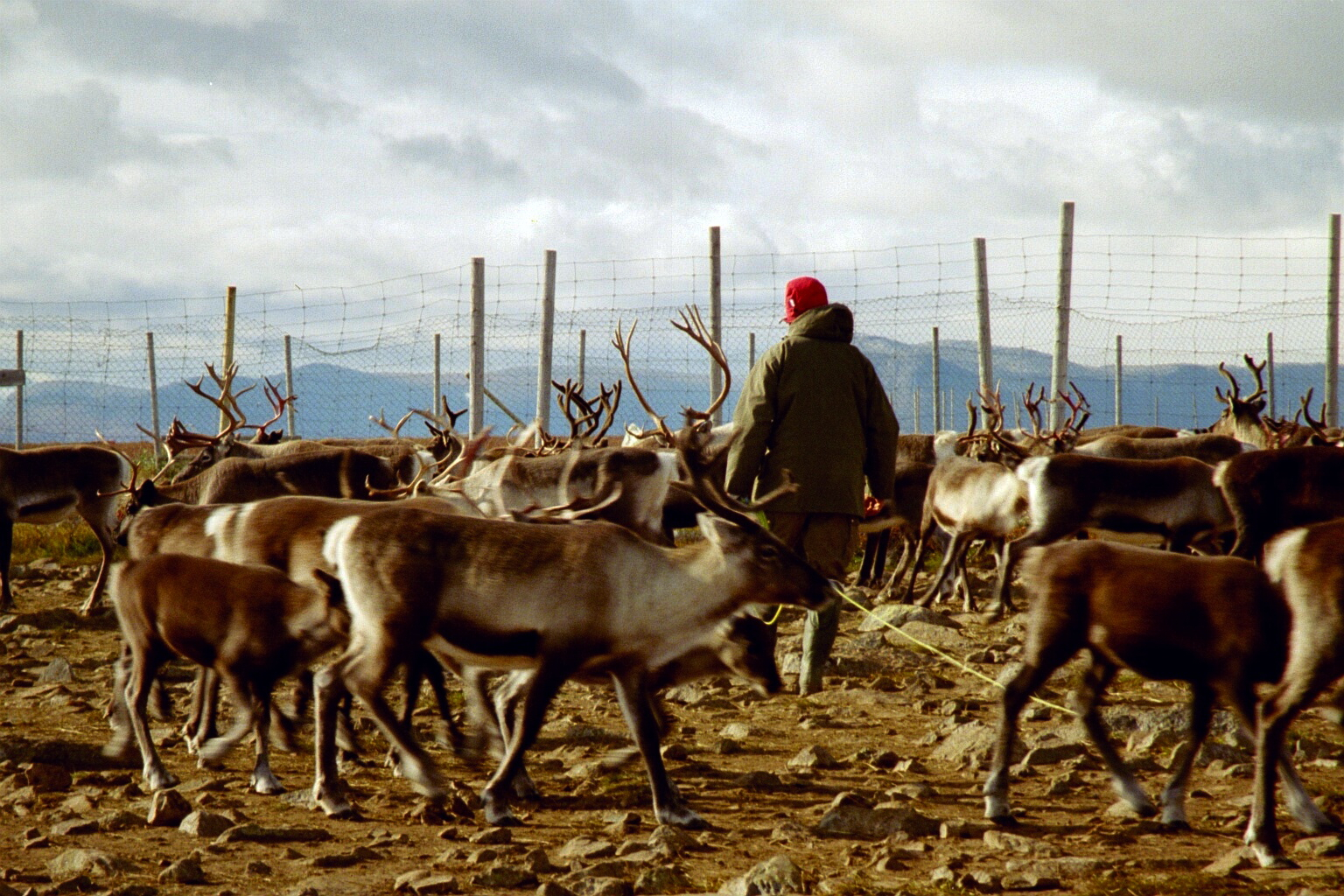
Rengärde i Sverige

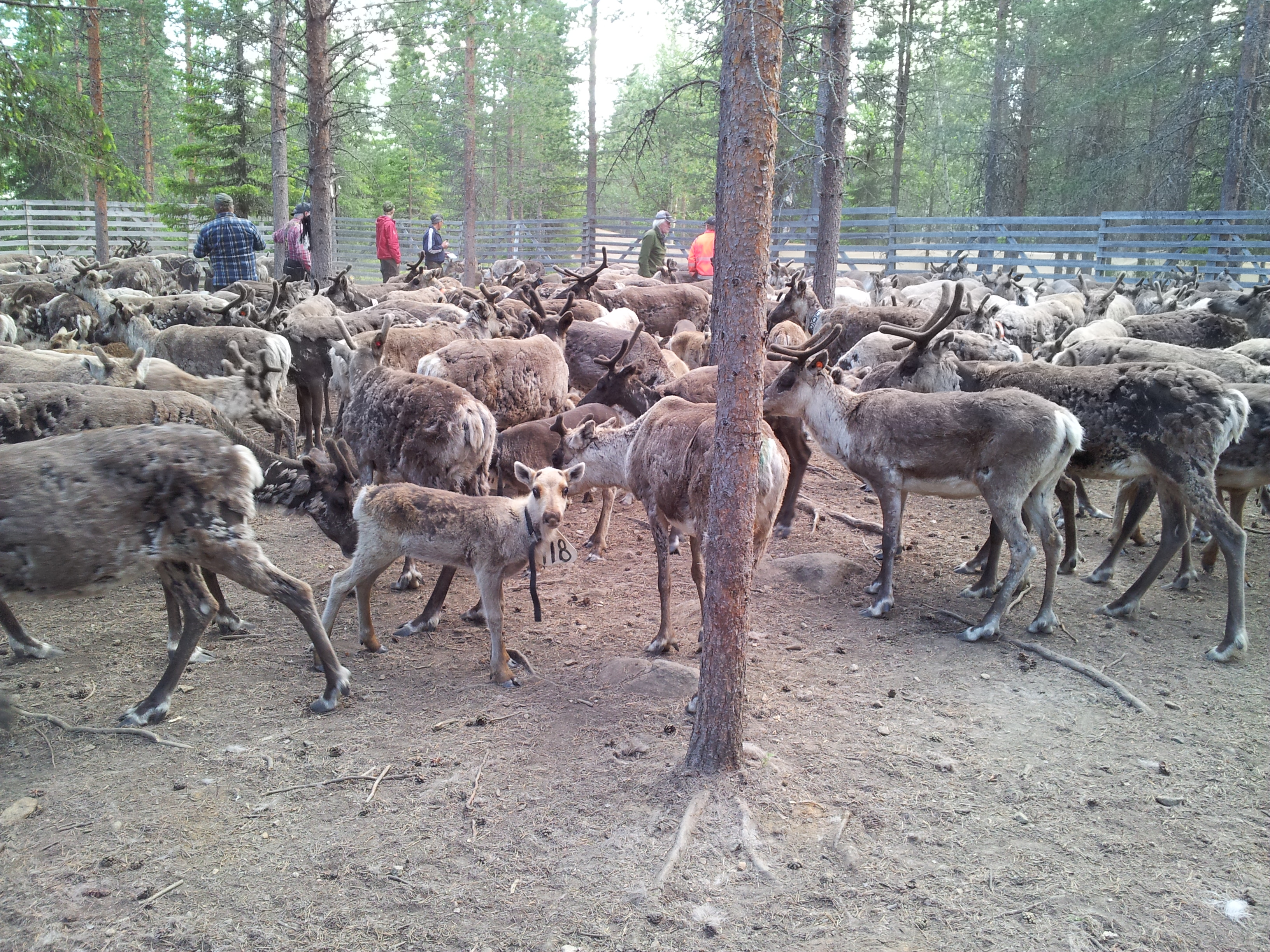
Renskiljning i Pirttijärvi samebys regi

Renskiljning, eller rarkning (samiska: ratket, rar’hket) är proceduren att skilja renarna i en sammanblandad hjord efter de olika ägarna. Den kan vara kombinerad med att ta ut individer till slakt.
Varje sameby samlar ihop renarna inom sitt område. Fjällsamebyarna samlar sina hela renhjordar i fjällen och flyttar sedan med de stora samlade renhjordarna till ett renskiljningsgärde på vägen mot vinterbetesområdet. Skogssamebyarna samlar renarna från sina sommarbetesmarker. En flytt från fjällen kan ta veckor, beroende på väder och vind. 
Renskiljningen sker mellan oktober och januari och tiden beror på väderförhållanden. Renarna från fjällen rör sig mot kusten, i renskötseln i Sverige åt sydost, för sitt vinterbete, och på vägen dit sker skiljningen. Renarna räknas också och behandlas mot kormfluga och andra parasiter. Dittills omärkta kalvar märks i öronen.
Hela renhjorden samlas ihop. I renskiljningsgärdet skiljer renskötarna ut sina renar från den stora hjorden till mindre grupper, en grupp för varje sita (siida på nordsamiska, sijdda på lulesamiska och sijte på sydsamiska). En sita består oftast av en familjs, eller några familjers, renar. Därefter flyttas de mindre hjordarna till sina respektive vinterbetesområden antingen renarna går själva eller de transporteras på fordon.
Vid renskiljningen används ett antal sammanhängande hagar. Renarna drivs från en stor beteshage i mindre flockar till mindre fållor och in i renskiljningsgärdets kärna, eller "sylen". Där skiljs renarna genom att renskötarna drar ut sin sitas renar och släpper dem i en egen fålla, ett så kallat kontor. Ägandeskapet framgår av renmärkena, det vill säga mönstren på snitt i renens öron. De tar fast renen i hornen, i halsen, eller i benen och drar den in i sitt kontor.
Under renskiljningen väljs också ut de renar som ska till slakt. 
I Jijnjevaerie sameby i Jämtland har samebyn sedan 2018 ett rengärde under tak för renskiljning.